# Islas Robertson

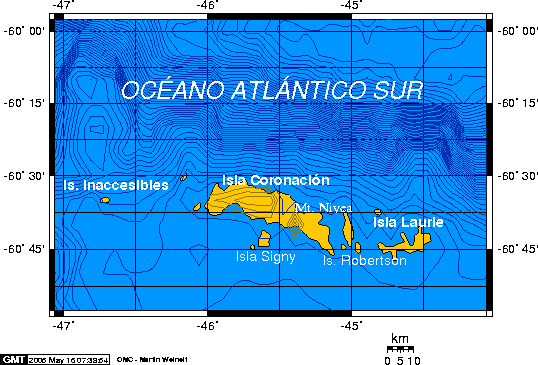
Mapa de las Orcadas del Sur.

Las islas Robertson son un grupo de islas de la Antártida que se sitúan a 4 millas al sur del extremo sudeste de la isla Coronación en el archipiélago de las Orcadas del Sur, a 60°46′S 45°09′O / -60.767, -45.150. 
Fueron descubiertas y cartografiadas de manera aproximada por el capitán George Powell y por el capitán Nathaniel Palmer en diciembre de 1821 y nombradas por James Weddell en 1823.

## Reclamaciones territoriales
Argentina incluye a la isla en el departamento Antártida Argentina dentro de la provincia de Tierra del Fuego, Antártida e Islas del Atlántico Sur, y para el Reino Unido integra el Territorio Antártico Británico, pero ambas reclamaciones están sujetas a las disposiciones del Tratado Antártico.
Nomenclatura de los países reclamantes: 
- Argentina: islas Robertson
- Reino Unido: Robertson Islands